# Lucky Luke, l'intrèpid
Lucky Luke, l'intrèpid (títol original, Lucky Luke) és una pel·lícula d'animació francobelga de 1971 dirigida per René Goscinny i Morris, i coproduïda per Belvision Studios i Dargaud Films. La pel·lícula és una obra original que es basa en el personatge de còmic Lucky Luke, fet que la converteix en la seva primera aparició d'animació.
Ha estat doblada al català i estrenada al canal TV3 l'1 de gener de 1987. La pel·lícula també estat doblada al valencià, i va ser emesa pel canal Canal Nou el 13 d'octubre de 1990.

## Argument
Els pioners arriben al final del seu viatge i decideixen, a la vista d'una margarida, construir el seu poble: Neix Daisy Town... en menys d'un dia. Però aquesta ciutat atrau bandolers i fan impossible la vida en aquest racó de paradís que abans era tan tranquil. Aleshores arriba l'únic home capaç de restablir l'ordre a Daisy Town: Lucky Luke. Nomenat xèrif, alliberarà la ciutat de tots els seus proscrits, expulsarà els Dalton i la defensarà contra els indis, amb el reforç de la cavalleria.

## Repartiment
| Personatge              | Veu original                       | Veu catalana        | Veu valenciana |
| ----------------------- | ---------------------------------- | ------------------- | -------------- |
| Narrador (Jolly Jumper) | Jean Berger                        | Claudi García       | –              |
| Narrador (Jolly Jumper) | Pierre Tornade (tràiler de cinema) | Claudi García       | –              |
| Lucky Luke              | Marcel Bozzuffi                    | Salvador Vives      | –              |
| Joe Dalton              | Pierre Trabaud                     | Enric Arredondo     | –              |
| William Dalton          | Jacques Balutin                    | Xavier de Llorens   | –              |
| Jack Dalton             | Jacques Jouanneau                  | Federic Menescal    | –              |
| Averell Dalton          | Pierre Tornade                     | Jaume Nadal         | –              |
| Alcalde de Daisy Town   | Jacques Fabbri                     | Josep Maria Alarcón | –              |
| Lulu Carabine           | Rosy Varte                         | Elsa Fàbregas       | –              |
| Lulu Carabine           | Nicole Croisille (veu cantant)     | Elsa Fàbregas       | –              |
| Clint                   | –                                  | Francesc Figuerola  | –              |
| Avi                     | Roger Carel                        | Adrià Frias         |                |
| Voltor                  | Roger Carel                        | Pep Sais            | –              |
| Barman                  | Georges Atlas                      | Carles Canut        | –              |
| Banquer                 | Jacques Legras                     | Manuel Lázaro       | –              |
| Director del Diari      | –                                  | Albert Díaz         | –              |
| Gran Cap Indi           | Claude Dasset                      | Antonio Crespo      | –              |
| Tinent de la Cavalleria | Roger Carel                        | Sergio Zamora       | –              |

## Llibres i còmics
S'han publicat diversos treballs basats en aquesta pel·lícula.
- El 1971, amb l'estrena de la pel·lícula, l'editorial Dargaud va publicar un llibre de gran format amb el títol "Histoire d'un cartoon - Lucky Luke". Aquest llibre està compost per la història de la pel·lícula il·lustrada amb fotos de la pel·lícula. Aquesta història segueix en la mateixa obra, una successió de totes les etapes de la construcció del dibuix animat al cinema.
- L'any 1972, PEG Editions, ofert per la xarxa TOTAL, va estrenar en format suau, la història il·lustrada de la pel·lícula (no la mateixa que en el llibre anterior) titulada "Lucky Luke - Daisy Town".
- El 1983 es va estrenar un còmic de Lucky Luke basat en la pel·lícula, amb el títol Daisy Town, dibuixat per Pascal Dabère.[5] Aquest llibre té el format d'àlbum normal i forma part de la col·lecció estàndard (Volum 20 de Dargaud).

## Filmografia deLucky Luke
- 1967: Les Dalton de Robert Valley (scopitone per a la cançó de Joe Dassin)
- 1971: Lucky Luke, l'intrèpid de René Goscinny i Morris
- 1971: Le juge de Jean Girault i Federico Chentrens
- 1974: Atını Seven Kovboy/Red Kit Daltonlara Karşı de Aram Gülyüz
- 1978: Lucky Luke: La balada dels Dalton de René Goscinny i Morris
- 1983: Lucky Luke: Els Dalton en llibertat de Morris, William Hanna, Joseph Barbera i Ray Patterson
- 1991: Lucky Luke de Terence Hill amb Terence Hill, Nancy Morgan, Roger Miller, Fritz Sperberg, Dominic Barto, Bo Greigh, Ron Carey, Arsenio Trinidad, Mark Hardwick, Neil Summers i Buff Douthitt
- 2004: Els Dalton contra Lucky Luke de Philippe Haim amb Éric Judor i Ramzy Bédia
- 2007: Tots cap a l'Oest d'Olivier Jean-Marie amb les veus de Lambert Wilson, Clovis Cornillac i François Morel
- 2009: Lucky Luke de James Huth amb Jean Dujardin